# Anahy
Anahy är en kommun i Brasilien.   Den ligger i delstaten Paraná, i den södra delen av landet, 1 100 km sydväst om huvudstaden Brasília. Antalet invånare är 2 865.
Omgivningarna runt Anahy är en mosaik av jordbruksmark och naturlig växtlighet. Runt Anahy är det glesbefolkat, med 15 invånare per kvadratkilometer.